# Isabel Sarli
Hilda Isabel Gorrindo Sarli (Concordia, 9 de julio de 1929-San Isidro, 25 de junio de 2019),popularmente conocida como «la Coca Sarli», fue una actriz, vedette y modelo argentina. Fue famosa a nivel nacional e internacional por protagonizar numerosas películas sexploitation realizadas por el director Armando Bó entre los años 1959 y 1980.
Comenzó su carrera como modelo y reina de belleza, convirtiéndose en Miss Argentina y llegando a las semifinales de Miss Universo en 1955. Conoció a Armando Bó en 1956 e hizo su debut actoral al año siguiente con El trueno entre las hojas, en la que una polémica escena de desnudo que ella protagonizó convirtió la película en la primera del cine argentino en presentar una desnudez frontal total. A partir de entonces fue considerada el mayor símbolo sexual del país y uno de los más conocidos de la cultura occidental.
Tras la muerte de Armando Bó en 1981 y el retorno del país a la democracia en 1983, su trabajo fue revalorizado debido a su contenido camp, lo que a su vez convirtió a sus filmes en películas de culto y la llevó a ser considerada un icono pop y, también, un icono gay.

## Biografía

### Primeros años, juventud y comienzo en el cine
Hilda Isabel Gorrindo Sarli nació el 9 de julio de 1929 en la ciudad entrerriana de Concordia, Argentina. Sus padres fueron Antonio Francisco Gorrindo y María Elena Sarli. Su padre abandonó a la familia cuando ella tenía tres años. Quienes habían quedado, incluyendo a Isabel y a su madre, se mudaron a Buenos Aires. Su hermano menor, y único varón, falleció a los cinco años. Aunque años después su padre intentó contactarla, ella se negó furiosa. Sarli comenzó a trabajar como secretaria para ayudar a su madre. Luego, se ofreció a modelar para todo tipo de productos. Su carrera como modelo marchó tan bien que tuvo que dejar el trabajo como secretaria, y en 1955 fue elegida Miss Argentina, época durante la cual conoció al entonces presidente argentino Juan Domingo Perón. En el concurso Miss Universo 1955 llegó a semifinalista.
En junio de 1956, Sarli conoció al director argentino Armando Bó (1914-1981), con quien entabló una relación personal y profesional que duró hasta la muerte del realizador, convirtiéndose en la protagonista y la musa inspiradora de sus películas.

### Consagración cinematográfica

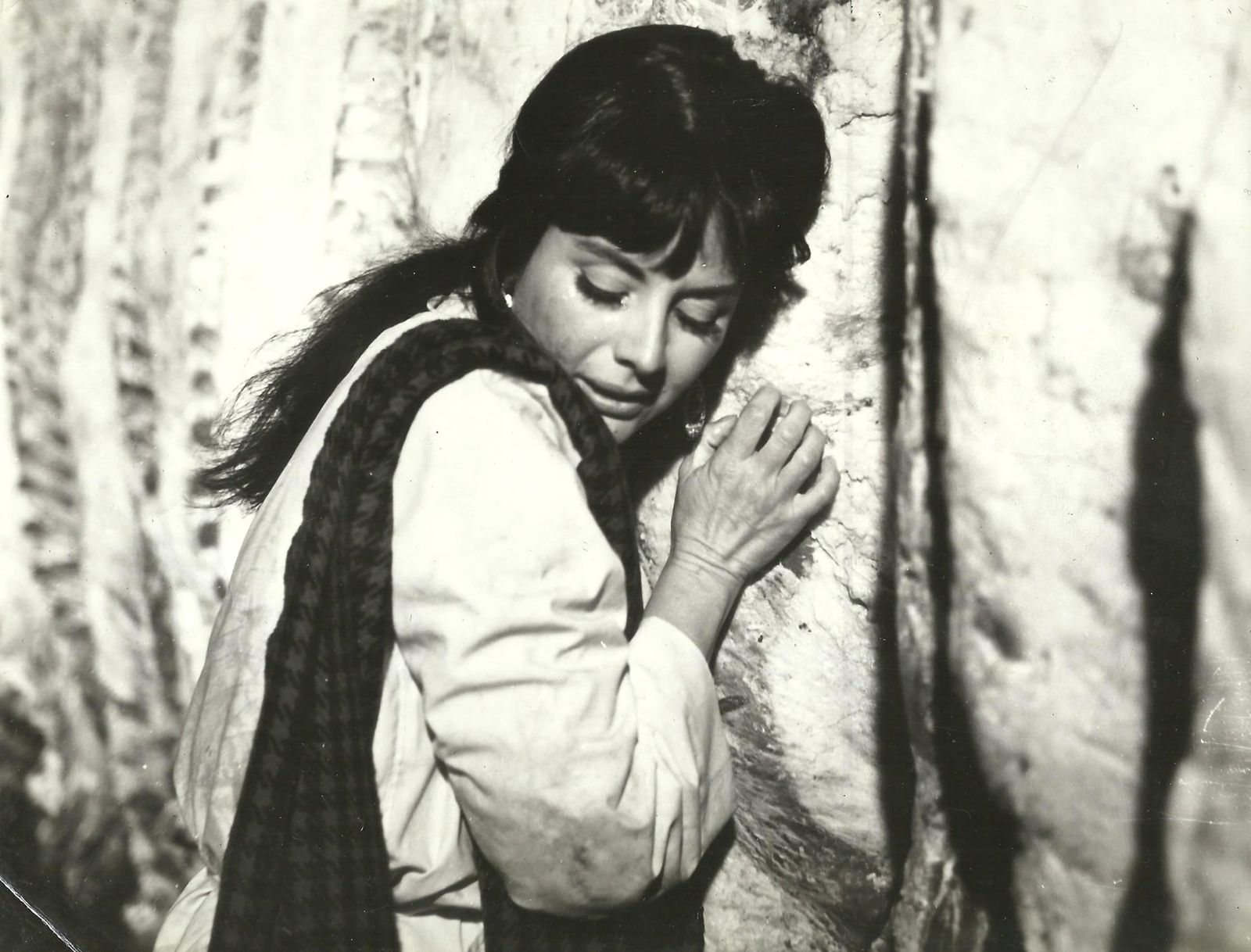
Sarli en Carne (1968), una de sus películas más emblemáticas.

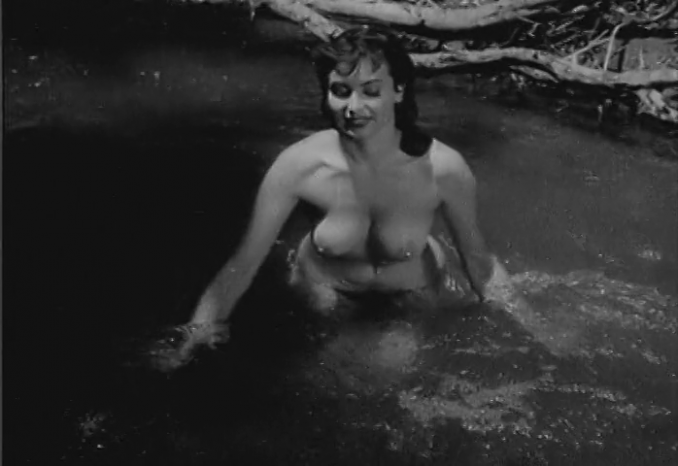
Sarli en El trueno entre las hojas (1958), el primer desnudo del cine argentino.

Bó y Sarli eran pioneros del cine erótico: pese a sufrir censura en varias escenas de sus películas, éstas terminaron conquistando varios mercados del mundo, lo que la hizo una estrella popular de la época en México, Paraguay, Uruguay, Panamá, Rusia, Japón, Estados Unidos y otros países de América Central y América del Sur. Su única rival —al menos a nivel del cine argentino— fue la rubia actriz y productora Libertad Leblanc; siendo apodada esta última por los medios cómo «La diosa blanca», rivalidad simbólica que buscaba contrastarla con «La diosa trigueña» supuestamente encarnada por Sarli. En ese sentido, fueron equivalentes locales de Jayne Mansfield y Anita Ekberg.
Bó la convenció para encarnar a la protagonista de El trueno entre las hojas, que fue la primera de treinta producciones realizadas entre ambos donde Sarli y aquella en la que Sarli protagonizó el primer desnudo del cine argentino. La película fue un éxito y la proyectó como símbolo sexual de su generación, que luego la vería por décadas en cintas como Furia infernal, Favela, Carne, Fiebre, Fuego, Sabaleros, Embrujada e Insaciable.
Isabel prosiguió su carrera hasta el fallecimiento de Armando Bó en 1981, cuando se retiró de la actividad. Este retiro le duraría hasta bien entrada la década del '90.
En 1992 fue derivada a la Clínica Bazterrica luego de desmayarse en su casa. Los estudios clínicos detectaron un tumor cerebral, obligando a una cirugía de urgencia. La intervención, de máximo riesgo, fue un éxito y Sarli se recuperó favorablemente.

### Retorno y reconocimiento

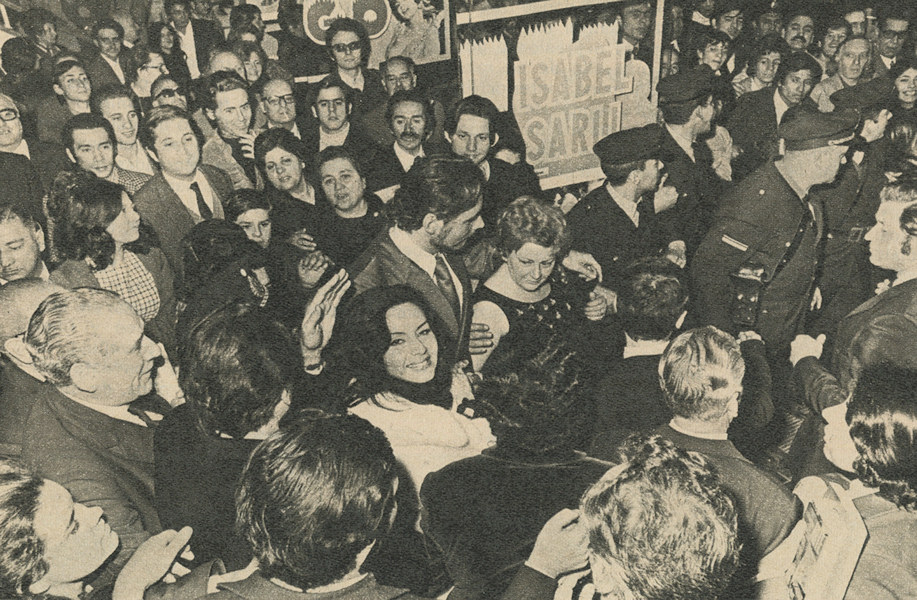
Sarli (centro) en el estreno de Fuego en 1971.

A los sesenta años y quince después de su retiro, retornó a la pantalla grande en La dama regresa (1996), de Jorge Polaco. En 1998 debutó en el teatro de revistas en la obra Tetanic.
En 2004 realizó una participación especial en la telenovela juvenil Floricienta, donde interpretó a "Coca", la madre de "Malala" Graciela Stéfani y "Beba" Mirta Wons.
En 2007 se estrenó un destacado documental dirigido por el historiador de cine y periodista Diego Curubeto, , el cual analiza la filmografía, vida y carrera del binomio Bó-Sarli, Carne sobre carne (2007), el cual incluye material inédito y escenas recuperadas de la ya clásica Carne (1968), que es el centro temático del film.
Entre 2009 y 2010 se estrenan dos películas en las que Sarli participó: Mis días con Gloria, de Juan José Jusid (en la que coprotagoniza junto a Luis Luque), y Arroz con leche, de Jorge Polaco en su segunda y última colaboración con Sarli; las producciones de ese año cortaron la larga racha de Sarli alejada de los rodajes cinematográficos (13 años). Para aún mayor motivo de felicidad y orgullo de Sarli, en Mis días con Gloria hace su debut actoral Isabelita Sarli, hija de la actriz.
Con el paso de los años, el contenido naíf y camp —a veces mezclado, en otras ocasiones separado— que las películas protagonizadas por Isabel Sarli presentaban disfrutó de una revalorización de varios sectores de la crítica especializada y de los cinéfilos, eventualmente convirtiéndolas en películas de culto, primero en los círculos underground, y de mayor difusión con el correr de las décadas. En el verano de 2010 la Sociedad Fílmica del Lincoln Center de Nueva York realizó un homenaje a la figura de Sarli, sumado a un festival con exhibición de seis de sus películas, vistas ahora como ejemplos notables del cine "kitsch" de los años '60 y '70.

### Últimos años y fallecimiento

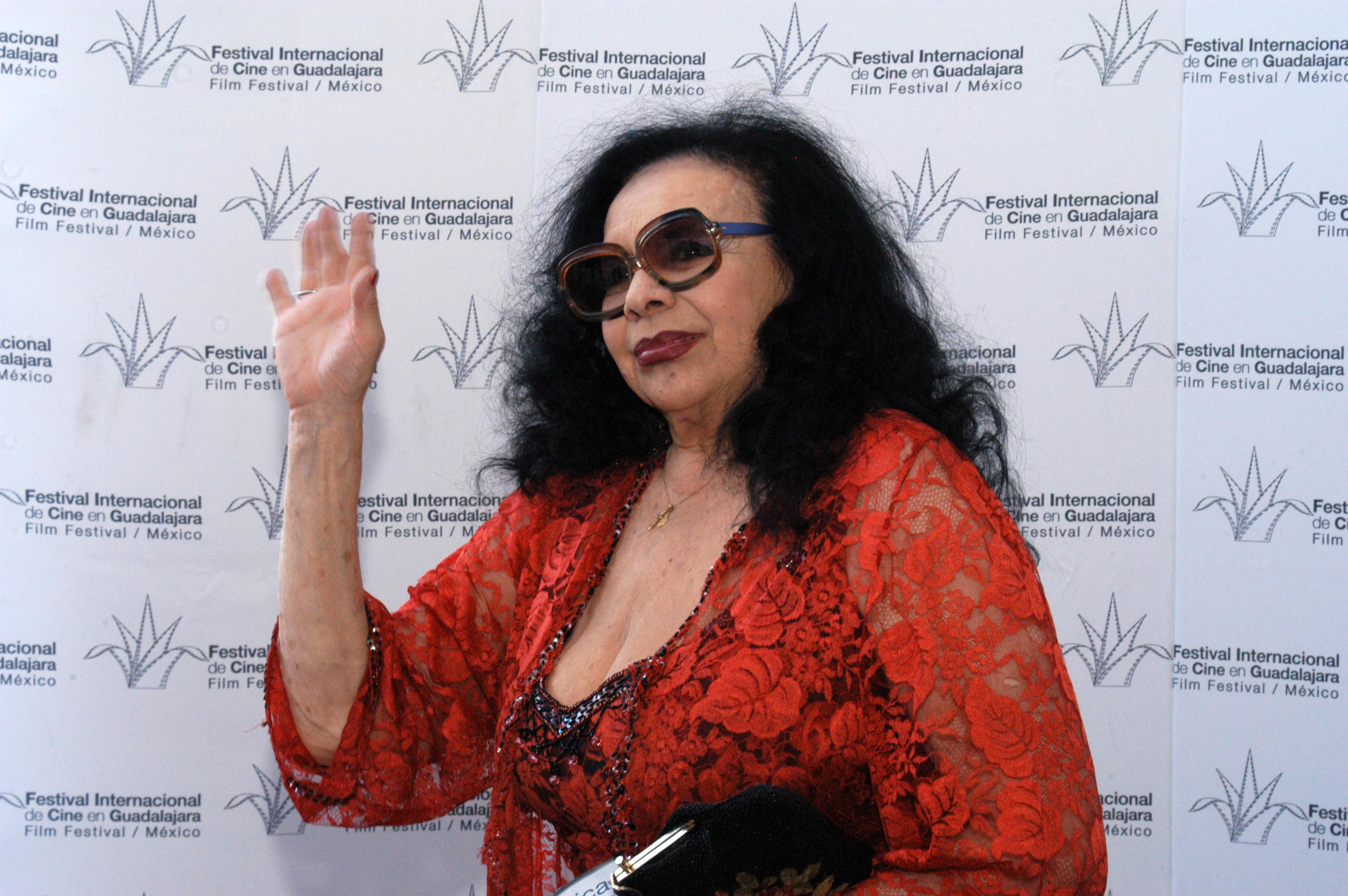
Sarli en el Festival Internacional de Cine en Guadalajara, 2008.

En junio de 2011, Sarli debió ser internada por un edema de pulmón que asomó como muy delicado, pero con el correr de las horas pudo ser sorteado sin mayores complicaciones.
Después de sufrir una fractura de cadera, en los últimos meses de su vida su salud se vio seriamente deteriorada, debiendo ser trasladada en reiteradas oportunidades a centros médicos, siempre acompañada por su hija, la también actriz Isabelita Sarli: los problemas comenzaron el 18 de marzo de 2019, cuando Sarli se cayó al piso al intentar levantarse de la cama. Se golpeó la cadera izquierda y debió ser trasladada de urgencia al Hospital de San Isidro, donde la operaron el día 22 de ese mes. Si bien la recuperación de la cirugía transcurrió con normalidad, los médicos decidieron dejarla internada en observación unos días más, ya que previamente al accidente doméstico había padecido neumonía y continuaba con antibióticos. Finalmente le dieron el alta el 3 de abril y le indicaron que debía empezar a hacer trabajos de kinesiología para tener una correcta recuperación de la fractura. Sin embargo, el 26 de mayo debió ser internada nuevamente. Según el primer parte médico, Sarli presentaba un "Cuadro de sepsis (infección) urinaria que evolucionó con cuadro de choque séptico requiriendo asistencia respiratoria y soporte hemodinámica". La situación se complicó, y el día 28 de ese mes la pasaron a terapia intensiva. Después de una nueva operación de cadera el 4 de junio, el centro médico emitió nuevo parte médico en el que indicó que trataba de "paciente crítica con pronóstico reservado". Con el correr de los días se dio un cuadro bastante cambiante. Sarli habló en una entrevista del programa argentino Teleshow explicando que había costado mucho trabajo estabilizarla, pero que finalmente con medicación lograron controlar su neumonía.
A pesar de los esfuerzos de los profesionales y del apoyo incondicional de su hija, Sarli no pudo seguir luchando contra sus problemas de salud y falleció el día 25 de junio de 2019 luego de ser hospitalizada por diversos problemas de salud. La causa del deceso fue un paro cardiorrespiratorio.

## Vida personal

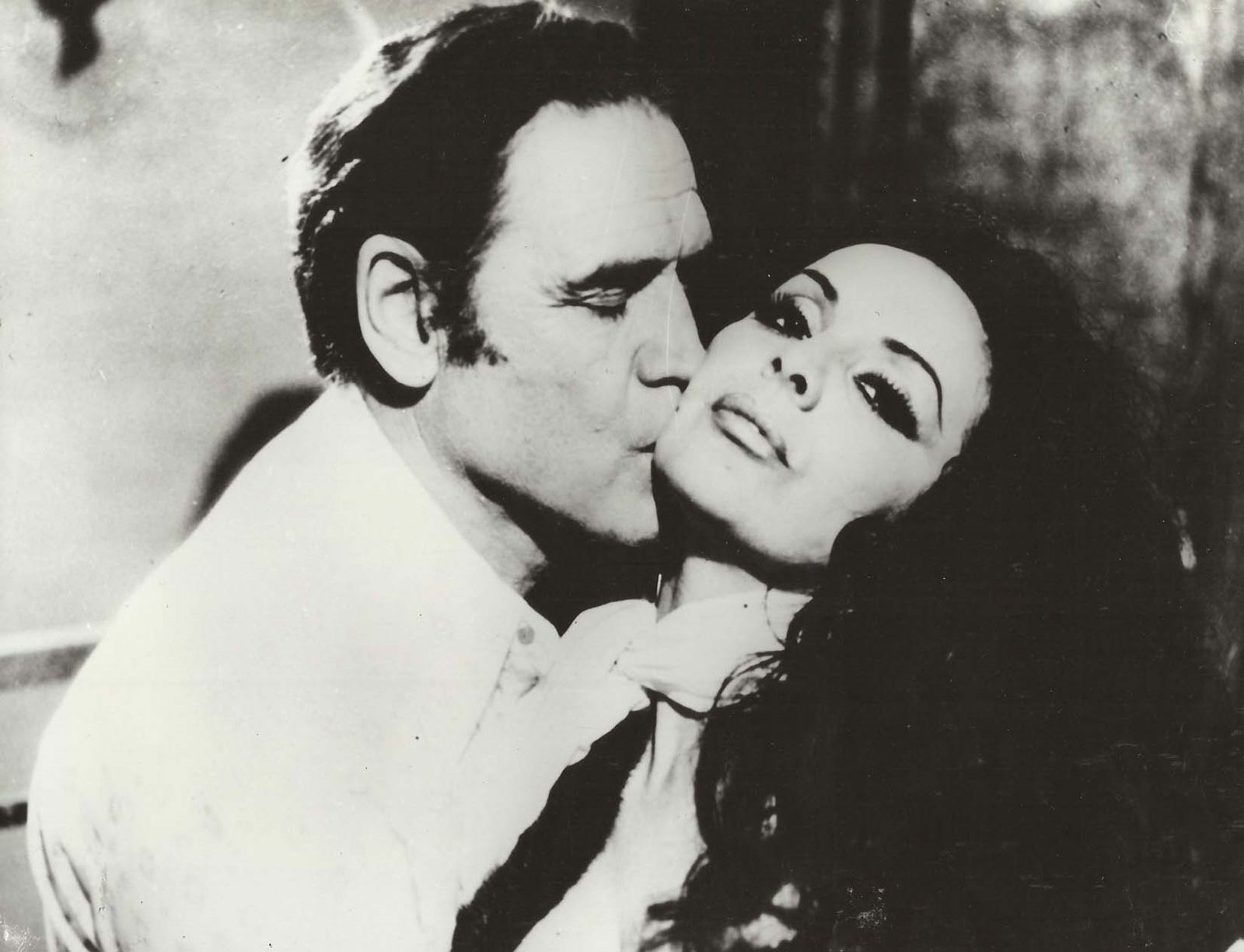
Armando Bó e Isabel Sarli en El sexo y el amor, 1974.

A diferencia de lo que se creía popularmente, Armando Bó y Sarli nunca contrajeron matrimonio formalmente, pero sí fueron una pareja consolidada desde 1956 hasta la muerte del cineasta en 1981. Tiempo después de la muerte de Bó, Sarli adoptó dos hijos, Isabelita y Martín.

## Filmografía
- 1958: El trueno entre las hojas
- 1959: Sabaleros
- 1960: India
- 1960: ...Y el demonio creó a los hombres
- 1961: Favela
- 1962: La burrerita de Ypacaraí
- 1962: Setenta veces siete
- 1963: La diosa impura
- 1964: Lujuria tropical
- 1964: La leona
- 1965: La mujer del zapatero
- 1966: Días calientes
- 1966: La tentación desnuda
- 1967: La señora del intendente
- 1968: La mujer de mi padre
- 1968: Carne
- 1969: Fuego
- 1969: Desnuda en la arena
- 1969: Éxtasis tropical
- 1972: Fiebre
- 1973: Furia infernal
- 1974: Intimidades de una cualquiera
- 1974: El sexo y el amor
- 1975: La diosa virgen
- 1976: Embrujada (producida en 1969)
- 1977: Una mariposa en la noche
- 1979: El último amor en Tierra del Fuego
- 1979: Insaciable
- 1980: Una viuda descocada
- 1996: La dama regresa
- 2007: Carne sobre carne
- 2009: Arroz con leche
- 2010: Mis días con Gloria
- 2010: Parapolicial negro, apuntes para una prehistoria de la AAA

## Televisión
- 2004: Floricienta.
- 1998: Showmatch (invitada especial en "Franco Vende verdura y bofe").

## Premios y honores
La Asociación de Cronistas Cinematográficos de la Argentina premió a Sarli con el Premio Cóndor de Plata a la Trayectoria en 2008, y el Festival Internacional de Cine de Mar del Plata la homenajeó ese mismo año. En octubre de 2012 la Secretaría de Cultura del gobierno argentino la designó Embajadora de la Cultura Popular Argentina con rango y jerarquía de subsecretaria, llamándola una «verdadera representante de la cultura nacional". Además, en ese mismo mes Sarli fue distinguida como «Personalidad destacada de la Cultura de la Ciudad de Buenos Aires».

## Galería

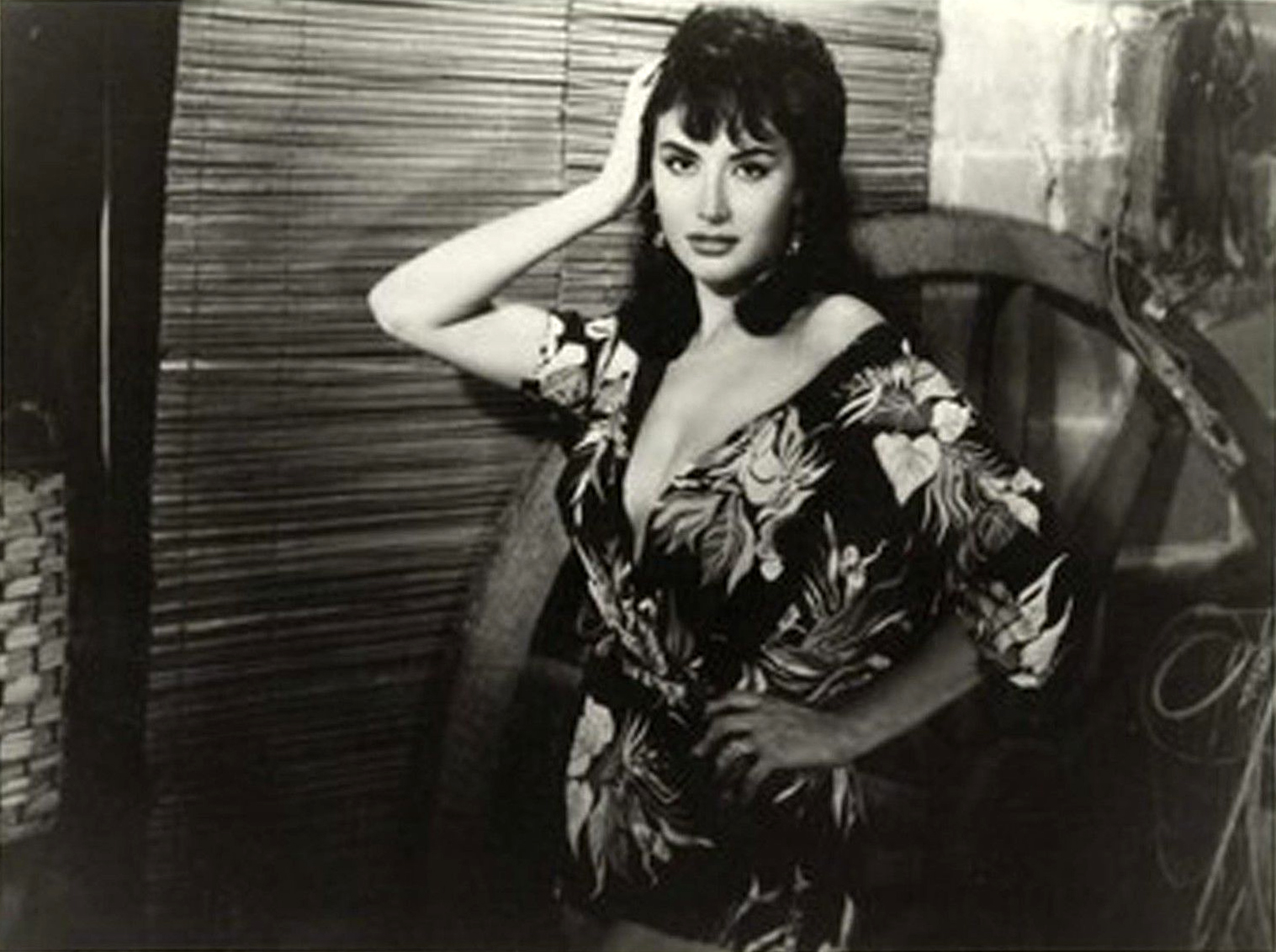
Sarli en El trueno entre las hojas (1958), película en la que protagonizó el primer desnudo frontal del cine argentino.
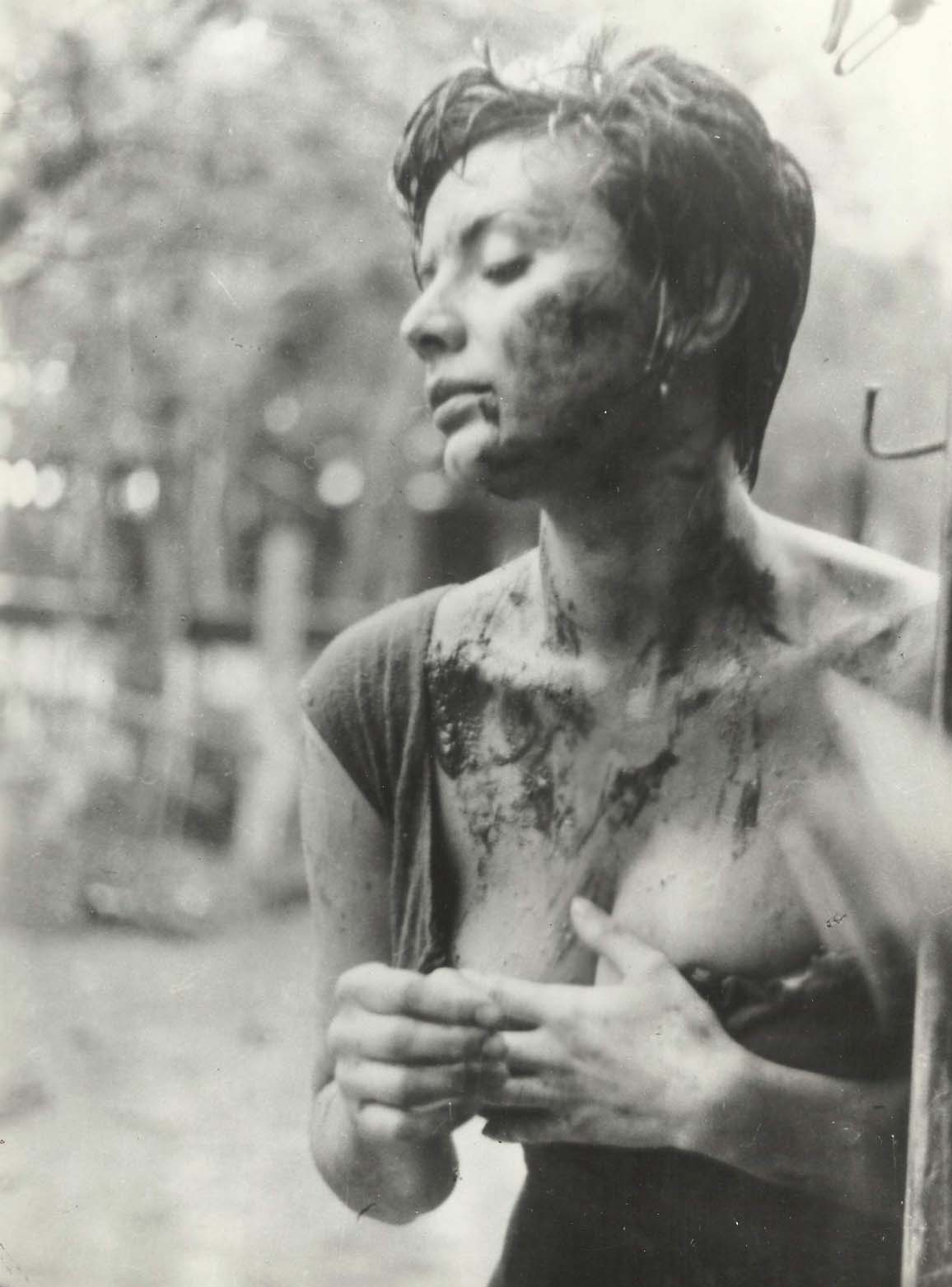
Sarli en Sabaleros (1958), su segundo rol cinematográfico.
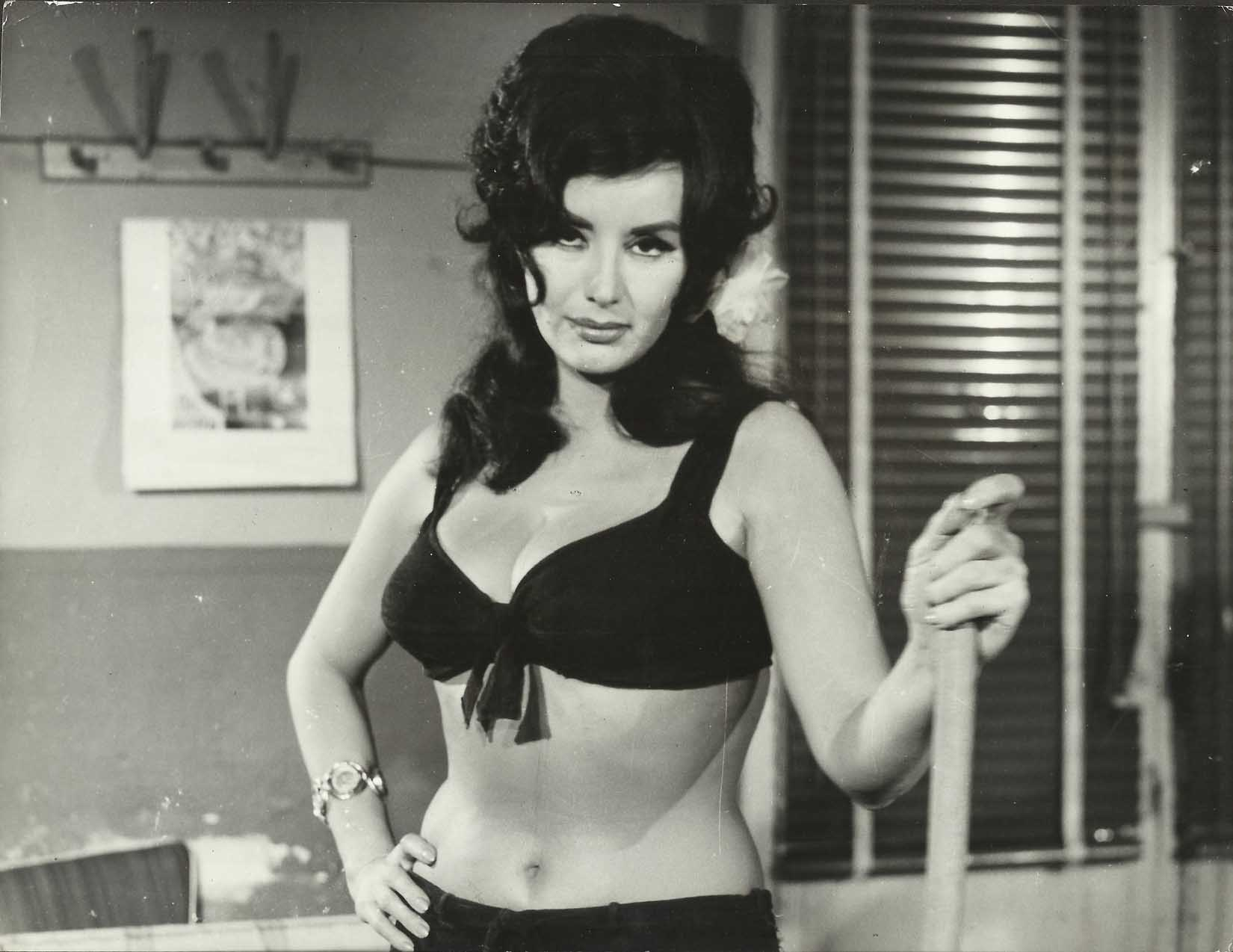
Sarli en La mujer del zapatero (1964).
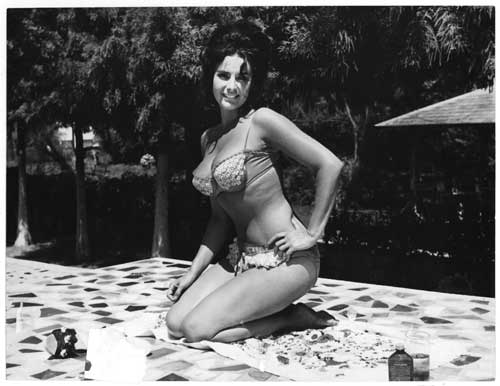
Sarli en Los días calientes (1966).
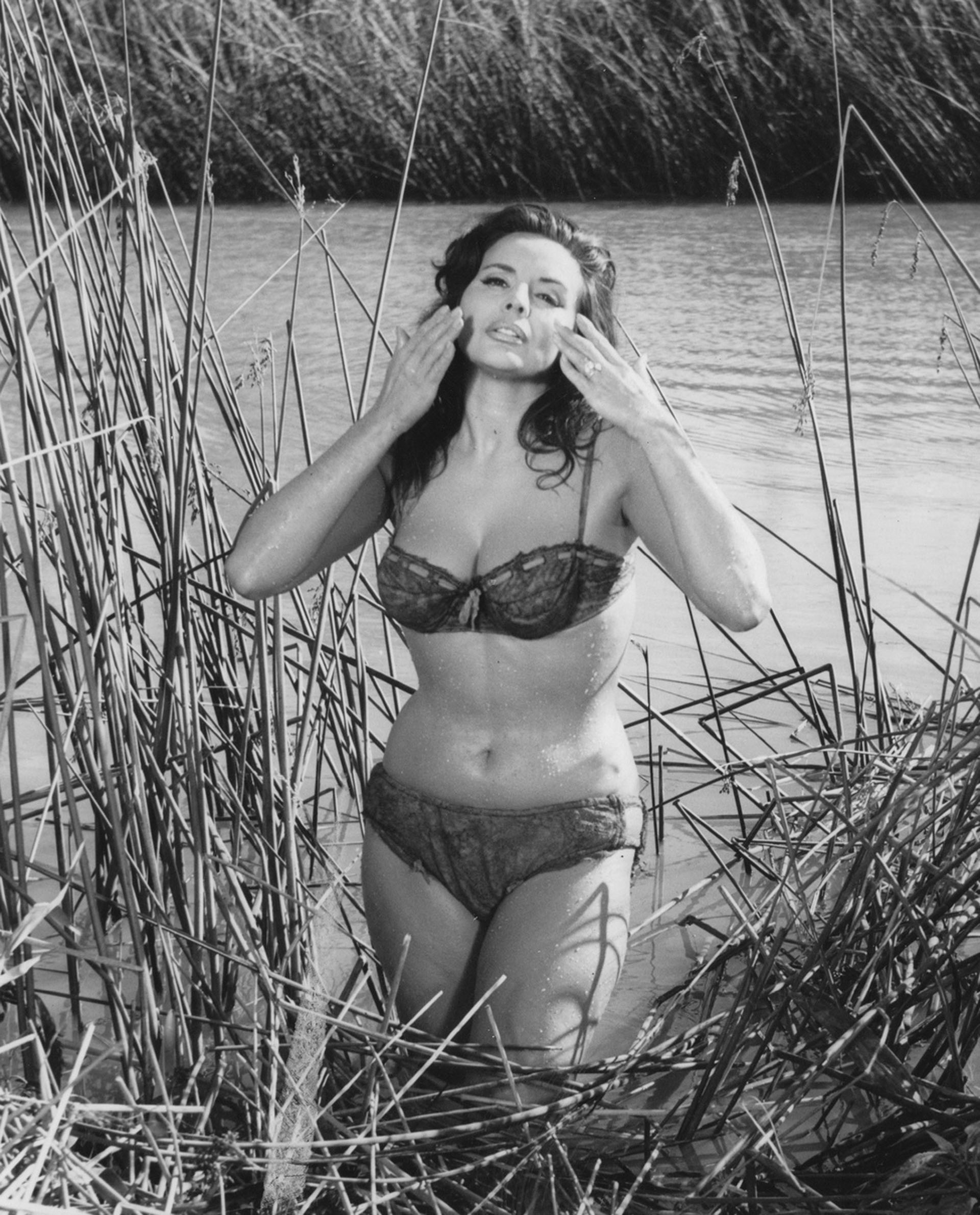
Sarli en La tentación desnuda (1966).